# Гејлардија
Гејлардија или кокарда је род цветних биљака из породице Аsteraceae, пореклом из Северне и Јужне Америке. Име је добила по маитру Гаилларду де Шарентонеау,  француском судији из 18. века који је био ентузијастичан ботаничар . Уобичајено име може се односити на сличност цвасти са ћебадима јарких шара које су направили Индијанци, или на способност дивљих таксона да прекрију тло колонијама. Многе сорте су узгајане за украсну употребу.

## Опис
То су једногодишње или вишегодишње биље или грмље, понекад са ризомима . Стабљика је обично разграната и усправна до максималне висине око 80 центиметара. Листови су наизменично распоређени. Неке таксоне имају само базалне листове. Они се разликују по облику. Они су жлездасти код већине врста. Цваст је усамљена цветна главица. Глава може имати 15 или више латица, док неким таксонима недостају латице. Могу бити готово било које нијансе жуте, наранџасте, црвене, љубичасте, браон, беле или двобојне. Понекад се умотају у облик левка. У средини главе има много цевастих цветова у сличном распону боја, и обично на врху са длакама. Плод обично има папус љуски. 

## Врсте
Врсте обухватају:
- Gaillardia aestivalis (Walter) H.Rock – ланцетасти цвет на југоистоку САД
- Gaillardia amblyodon J.Gay – кестењасти цвет, Тексас
- Gaillardia aristata Pursh – обична гејлардија - Канада, север + запад САД
- Gaillardia arizonica A.Gray – аризонска гејлардија - Сонора, југозапад САД
- Gaillardia cabrerae  (Лихуе Калел, Аргентина)
- Gaillardia coahuilensis B.L.Turner – тратинчица бандана - Коавила, Тексас
- Gaillardia comosa A.Gray - северни Мексико
- Gaillardia doniana (Hook. & Arn.) Griseb. - Аргентина
- Gaillardia gypsophila B.L.Turner - Коавила
- Gaillardia henricksonii B.L.Turner - Коавила
- Gaillardia megapotamica (Spreng.) Baker - Аргентина[8] – boton de oro 
  - Gaillardia megapotamica var. radiata  (Сан Луис, Аргентина)
  - Gaillardia megapotamica var. scabiosoides
- Gaillardia mexicana A.Gray - северноисточни Мексико
- Gaillardia multiceps Greene – црни лук - Аризона, Тексас, Нови Мексико
- Gaillardia parryi Greene – Паријев цветни цвет - Јута, Аризона
- Gaillardia pinnatifida Torr. – црвена купола бланкетфловер - северни Мексико, запад САД
- Gaillardia powellii B.L.Turner - Коавила
- Gaillardia pulchella Foug. – ватрени точак - јужни + централни САД, централна Канада, северни Мексико
- Gaillardia serotina (Walter) H. Rock - југоисток САД
- Gaillardia spathulata A.Gray – западни цветни цвет - Јута, Колорадо
- Gaillardia suavis (A.Gray & Engelm.) Britton & Rusby – куглице парфема - североисточни Мексико, јужни централни део САД
- Gaillardia tontalensis  (провинција Сан Хуан, Аргентина)
- Gaillardia turneri Averett & A.M.Powell - Чивава

### Хибриди
- Gaillardia × grandiflora hort. ex Van Houtte [G. aristata × G. pulchella][8]

## Литератира
- Biddulph, S. F. (1944). „A revision of the genus Gaillardia”. Res. Stud. State Coll. Wash. 13: 195—256.